# 1992-es Roland Garros
Az 1992-es Roland Garros az év második Grand Slam-tornája, a Roland Garros 91. kiadása volt, amelyet május 25–június 7. között rendeztek Párizsban. A férfiaknál az amerikai Jim Courier, a nőknél a jugoszláv Szeles Mónika nyert.

## Döntők

### Férfi egyes
Jim Courier -  Petr Korda 7-5, 6-2, 6-1

### Női egyes
Szeles Mónika -  Steffi Graf 6-2, 3-6, 10-8

### Férfi páros
Jakob Hlasek /  Marc Rosset -  David Adams /  Andrei Olhovskiy 7-6, 6-7, 7-5

### Női páros
Gigi Fernández /  Natallja Zverava -  Conchita Martínez /  Arantxa Sánchez Vicario 6-3, 6-2

### Vegyes páros
Arantxa Sánchez Vicario /  Todd Woodbridge -  Lori McNeil /  Bryan Shelton, 6-2, 6-3

## Juniorok

### Fiú egyéni
Andrei Pavel –  Mosé Navarra, 6–1, 3–6, 6–3

### Lány egyéni
Rossana de los Ríos –  Paola Suárez, 6–4, 6–0

### Fiú páros
Enrique Abaroa /  Grant Doyle

### Lány páros
Laurence Courtois /  Nancy Feber